# 查干淖日 (巴彦哈达苏木)
查干淖日，又名卧龙沟南湖，是位于中国内蒙古自治区呼伦贝尔市陈巴尔虎旗巴彦哈达苏木东南的一个湖泊。其位置约在东经119°32′，北纬49°29′。湖面海拔605米，面积达1平方公里。该湖的主要沉积物是芒硝。查干淖日在蒙古语中的意思是白湖。